# Arrondissement Roeselare
Arrondissement Roeselare je jeden z osmi arrondissementů (okresů) v provincii Západní Flandry v Belgii.
Obce Staden a Moorslede náleží k soudnímu okresu Ypry, obec Lichtervelde k soudnímu okresu Bruggy a zbylých pět obcí patří k soudnímu okresu Kortrijk.

## Obyvatelstvo
Počet obyvatel k 1. lednu 2017 činil 150 742 obyvatel. Rozloha okresu činí 271,54 km².

## Obce
Okres Roeselare sestává z těchto obcí:
- Hooglede
- Ingelmunster
- Izegem
- Ledegem
- Lichtervelde
- Moorslede
- Roeselare
- Staden